# Marko Jozinović
Marko Jozinović (Globarica, 28. ožujka 1920. – Dubrovnik, 11. kolovoza 1994.) bio je hrvatski prelat Katoličke Crkve koji je služio kao nadbiskup vrhbosanski od 1977. do 1990. godine.

## Životopis

### Školovanje i svećeništvo
Rođen je 28. ožujka 1920., u Devetinama u Globarici. Bio je peto dijete Ivana i Kate rođ. Ivešić. Nakon četverogodišnjeg osnovnog školovanja u Maglaju (1928. – 1932.), školuje se u travničkom sjemeništu i gimnaziji od 1932. do 1940. godine.
Po završetku gimnazije započinje četverogodišnji studij teologije u Sarajevu (1940. – 1944.). Po završetku studija zaredio ga je za svećenika nadbiskup Ivan Šarić, 29. lipnja 1944. godine. Nakon ređenja slavio je mladu misu u Radunicama. Prvo je službovao na župi Zavidovićima kao zamjenik župnika od 18. travnja 1945. do 26. lipnja 1946. godine.
Zatvoren je u zloglasni zenički zatvor poznat po „Staklari”, gdje je robijao bez prekida pet godina od 26. lipnja 1946. do 15. ožujka 1951. godine. Nakon tri dana po izlasku iz zatvora, drugi put je imenovan zamjenikom župnika u Zavidovićima, gdje ostaje nešto više od dva mjeseca (19. ožujka – 7. lipnja 1951.). Zatim je imenovan za župnika na Uzdolu kod Prozora, gdje je službovao od 7. lipnja 1951. do 12. veljače 1956. godine.
Od listopada 1951. do rujna 1952. odradio je obvezu služenja vojnog roka. Od 12. veljače 1956. do 26. srpnja 1961. bio je župnik u Morančanima kod Tuzle. Zbog propovijedi u kojima je otvoreno kritizirao komunističku vlast, dobiva još jednu, petnaestodnevnu zatvorsku kaznu u lipnju 1956. godine.
Kako bi poštedio Jozinovića od daljnjih progona, nadbiskup Marko Alaupović ga šalje 26. srpnja 1961. godine na studij u Rim. Boravio je u zavodu sv. Jeronima, a studirao na Papinskom sveučilištu Gregoriana. U studenom 1964. obranio je doktorsku tezu „O pravednosti u nauci Tome Akvinskog”.
Povratkom u Sarajevo obavljao je razne službe. Dana 28. lipnja 1965. postaje rezedencijalni kanonik te od 1967. prepozit Kaotola. Od 20. lipnja 1965. do 24. siječnja 1973. bio je generalni provikar Nadbiskupije. Od 26. listopada 1970. do 28. siječnja 1972. bio je ravnatelj nadbiskupske kancelarije te od 26. listopada 1970. prosinodalni sudac. Također, bio je referent za katehizaciju i sjemeništa, ravnatelj Međupomoći (vrsta internog svećeničkog osiguranja) te profesor na sarajevskoj teologiji. U početku predaje grčki jezik i opći uvod u Sveto Pismo (1969. – 1972.), a osam godina i moralnu teologiju (1969. – 1977.).

### Biskupstvo
Papinskom bulom „Dilecto filio” od 30. svibnja 1977. imenovan je vrhbosanskim nadbiskupom i metropolitom. Posvećen je u sarajevskoj katedrali 23. listopada 1977. godine. Glavni posvetitelj bio je apostolski pronuncij Michele Cecchini, a suposvetitelji Franjo Kuharić i Petar Čule.
Kao nadbiskup uspostavio je 14 novih župa te dvije samostalne kapelanije. Godine 1985. poduzeo je obnavljanje sarajevske katedrale. Kao suzareditelj bio je na biskupskom posvećenju Ante Jurića. Bio je član Biskupske komisije za vezu s Hrvatskim zavodom sv. Jeronima od 1980. do umirovljenja 1990. godine.
Godine 1977. nadbiskup Jozić osniva župu Haljinići. Za vrijeme krizme 6. studenog 1977. godine u istoj župi došlo je do otvorenog napada na vjernike i svećenike od dijela pristaša bosanskih franjevaca, koji su smatrali da je župa nevaljano osnovana. Trojica su franjevaca, predvodnici napadača, bili deklaracijom izopćeni. Zbog toga što su neki franjevci nastavili pastoralno djelovati na području nove župe, nadbiskup je odlučio uskratiti ređenje kandidatima bosanske franjevačke provincije s obrazloženjem kako „franjevačko starješinstvo nije u stanju svoje prezbitere disciplinirati tako da svećeničku službu vrše u skladu s crkvenim propisima”.

### Smrt
Umirovljen je 19. travnja 1990. godine. Za apostolsko upravitelja tada je imenovan Ćiril Kos. Početkom 1993. iz ratog Sarajeva na preporuku nadbiskupa Puljića odlazi u Dubrovnik. Umro je 11. kolovoza 1994. te mu je tijelo preneseno u Sarajevo. Sprovodne obrede predvodio je nadbiskup Vinko Puljić, 13. kolovoza.

## Počasti
- Spomen-ploča u Globarici.[12]

### Knjige
- Zovkić, Mato. 1986. Provedenost i provodivost II. vatikanskog sabora u vrhbosanskoj metropoliji.   Babić, Petar; Zovkić, Mato (ur.). Katolička crkva u Bosni i Hercegovini u XIX i XX stoljeću: povijesno-teološki simpozij prigodom stogodišnjice ponovne uspostave redovite hijerarhije u Bosni i Hercegovini. Vrhbosanska visoka teološka škola. Sarajevo.

### Članci
- Ćošković, Pejo. 2005. Jozinović, Marko. Hrvatski biografski leksikon. Zagreb.  journal zahtijeva |journal= (pomoć)
- Jozić, Tomislav. 1997. Marko Jozinović (1920-1994). Profesor teologije i nadbiskup vrhbosanski. Vrhbosnensia. Univerzitet u Sarajevu - Katolički bogoslovni fakultet. Sarajevo. 1 (2): 319–324

### Mrežna sjedišta
- Archbishop Marko Jozinović †. www.catholic-hierarchy.org (engleski). Pristupljeno 12. studenoga 2024.
- Sto godina od rođenja petoga vrhbosanskog nadbiskupa dr. Marka Jozinovića. KTA BK BiH. Pristupljeno 12. studenoga 2024.
- Posvećena spomen-ploča nadbiskupu dr. Marku Jozinoviću. zupazavidovici.ba. Pristupljeno 20. studenoga 2024.

## Vanjske poveznice
Ostali projekti
|  | Zajednički poslužitelj ima još gradiva o temi Marko Jozinović |
|  | Wikicitati imaju zbirke citata o temi Marko Jozinović         |

| Titule u Katoličkoj Crkvi        | Titule u Katoličkoj Crkvi         | Titule u Katoličkoj Crkvi |
| -------------------------------- | --------------------------------- | ------------------------- |
| prethodnik Smiljan Franjo Čekada | Nadbiskup vrhbosanski 1977.–1990. | nasljednik Vinko Puljić   |